# Бобья-Учинское (сельское поселение)
Бобья-Учинское — упразднённое муниципальное образование со статусом сельского поселения в Малопургинском районе Удмуртии Российской Федерации.
Административный центр — деревня Бобья-Уча.
25 июня 2021 года упразднено в связи с преобразованием муниципального района в муниципальный округ.

## История
Статус и границы сельского поселения установлены Законом Удмуртской Республики от 14 июля 2005 года № 47-РЗ «Об установлении границ муниципальных образований и наделении соответствующим статусом муниципальных образований на территории Малопургинского района Удмуртской Республики».

## Население
| 2010  | 2012  | 2013  | 2014  | 2015  | 2016  | 2017  |
| ----- | ----- | ----- | ----- | ----- | ----- | ----- |
| 1252  | ↘1233 | ↘1212 | ↗1228 | ↘1205 | ↘1193 | ↗1202 |
| 2018  | 2019  | 2020  |       |       |       |       |
| ↘1184 | ↘1160 | ↘1141 |       |       |       |       |

## Состав сельского поселения
| № | Населённый пункт | Тип населённого пункта          | Население |
| - | ---------------- | ------------------------------- | --------- |
| 1 | Бобья-Уча        | деревня, административный центр | ↘874      |
| 2 | Гужношур         | деревня                         | ↗180      |
| 3 | Печкес           | деревня                         | ↘16       |
| 4 | Сырьезшур        | деревня                         | ↘151      |
| 5 | Черношур         | деревня                         | ↘12       |